# شقران الفول السوداني
شقران الفول السوداني (الاسم العلمي:Puccinia arachidis) هو نوع من الفطريات يتبع جنس الشقران من الفصيلة الشقرانية. هذا النوع من الشقران يتطفل على نبات الفول السوداني.